# Phoenicoprocta steinbachi
Phoenicoprocta steinbachi är en fjärilsart som beskrevs av Rothschild 1911. Phoenicoprocta steinbachi ingår i släktet Phoenicoprocta och familjen björnspinnare. Inga underarter finns listade i Catalogue of Life.